# Lina Rafn
Lina Rafn Sørensen (Copenaghen, 12 agosto 1976) è una cantante danese, nota come vocalist degli Infernal.

## Carriera
Dal 1997 fa parte del gruppo musicale dance Infernal assieme a Paw Lagermann. Il primo singolo pubblicato dal gruppo è stato il brano strumentale Sorti de l'enfer. La canzone più famosa del gruppo è invece From Paris to Berlin (2005).
Dal 2008 al 2010 e nuovamente dal 2014 è tra i "giudici" del programma televisivo X Factor Danimarca.
Nel 2011 ha pubblicato un singolo come membro del duo Paw & Lina e tre singoli da solista.

## Discografia

### Solista
Singoli
- 2011 - Forårsdag
- 2011 - Marie Marie
- 2011 - Sød musik